# Izotopy moscovia
Moscovium (115Mc) je umělý prvek, v přírodě se nevyskytuje. Prvním objeveným izotopem bylo v roce 1999 (možná už 1998) 289Mc.
Je známo 5 izotopů moscovia, s nukleonovými čísly 287 až 291; nejstabilnější (z izotopů, jejichž poločas přeměny je znám) je 289Mc s poločasem přeměny přibližně 220 milisekund (u 291Mc se předpokládá poločas kolem 1 minuty), všechny ostatní mají poločas kratší než 200 milisekund.

## Seznam izotopů
| symbol nuklidu | Z(p)              | N(n)              | hmotnost izotopu (u) | poločas přeměny | způsob(y) přeměny | produkt(y) přeměny | jaderný spin |
| symbol nuklidu | excitační energie | excitační energie | excitační energie    | poločas přeměny | způsob(y) přeměny | produkt(y) přeměny | jaderný spin |
| -------------- | ----------------- | ----------------- | -------------------- | --------------- | ----------------- | ------------------ | ------------ |
| 287Mc          | 115               | 172               | 287,190 70(52)       | 32 +155 -14 ms  | α                 | 283Nh              |              |
| 288Mc          | 115               | 173               | 288,192 74(62)       | 87 +105 -30 ms  | α                 | 284Nh              |              |
| 289Mc          | 115               | 174               | 289,193 63(89)       | 0,22 +26 -8 s   | α                 | 285Nh              |              |
| 289Mc          | 115               | 174               | 289,193 63(89)       | 0,22 +26 -8 s   | SF                | různé              |              |
| 290Mc          | 115               | 175               | 290,195 98(73)       | 16 +76 -7 ms    | α                 | 286Nh              |              |
| 290Mc          | 115               | 175               | 290,195 98(73)       | 16 +76 -7 ms    | SF                | různé              |              |
| 291Mc          | 115               | 176               | 291,197 07(88)       | 1 min?          | α                 | 287Nh              |              |